# Tour der neuseeländischen Rugby-Union-Nationalmannschaft nach Australien und Südafrika 1992
| Tour der All Blacks nach Australien und Südafrika 1992 | Tour der All Blacks nach Australien und Südafrika 1992 | Tour der All Blacks nach Australien und Südafrika 1992 | Tour der All Blacks nach Australien und Südafrika 1992 | Tour der All Blacks nach Australien und Südafrika 1992 |
| Übersicht                                              | S                                                      | G                                                      | U                                                      | N                                                      |
| ------------------------------------------------------ | ------------------------------------------------------ | ------------------------------------------------------ | ------------------------------------------------------ | ------------------------------------------------------ |
| Test Matches                                           | 04                                                     | 02                                                     | 0                                                      | 2                                                      |
| Sonstige Spiele                                        | 12                                                     | 11                                                     | 0                                                      | 1                                                      |
| Gesamt                                                 | 16                                                     | 13                                                     | 0                                                      | 3                                                      |
|                                                        |                                                        |                                                        |                                                        |                                                        |
| Australien                                             | 03                                                     | 01                                                     | 0                                                      | 2                                                      |
| Südafrika                                              | 01                                                     | 01                                                     | 0                                                      | 0                                                      |

Die Tour der neuseeländischen Rugby-Union-Nationalmannschaft nach Australien und Südafrika 1992 umfasste eine Reihe von Freundschaftsspielen der All Blacks, der Nationalmannschaft Neuseelands in der Sportart Rugby Union. Das Team reiste von Juni bis August 1992 durch Australien und Südafrika. Während dieser Zeit bestritt es 16 Spiele. Darunter waren drei Test Matches gegen die australischen Wallabies, bei denen die All Blacks zwei Niederlagen hinnehmen und den Bledisloe Cup den Gastgebern überlassen mussten. Der zweite Teil der Tour war der erste offizielle Besuch der All Blacks in Südafrika seit 1976 und ermöglichte den südafrikanischen Springboks angesichts des bevorstehenden Endes der Apartheid die Rückkehr in den internationalen Sportbetrieb. 

## Ereignisse
Das Duell um den Bledisloe Cup war äußerst hart umkämpft und endete mit der knappsten Entscheidung aller bisher und seither ausgetragenen Serien. Die Australier setzten sich in den Test Matches mit 2:1 Siegen durch, wobei der erste Sieg mit nur einem Punkt und der zweite Sieg mit zwei Punkten Unterschied endete. Der einzige Sieg der Neuseeländer wiederum endete mit lediglich drei Punkten Unterschied. Noch heute gilt die 1992er-Serie um den Bledisloe Cup als die beste überhaupt. Für die All Blacks war es auch die letzte Australien-Tour im traditionellen Sinne; seither gab es nie mehr Begegnungen mit australischen Regionalauswahlen und Vereinen.
Seit 1984 war Südafrika von allen Test Matches ausgeschlossen, wobei etliche Mannschaften bereits vorher darauf verzichtet hatten, gegen die Springboks zu spielen. Der letzte offizielle Besuch der All Blacks war 1976 erfolgt (sofern man von der 1986 durchgeführten „Rebellentour“ der New Zealand Cavaliers absieht). Nachdem die weißen Südafrikaner beim Referendum vom 17. März 1992 mit großer Mehrheit beschlossen hatten, das System der Apartheid abzuschaffen, hob der International Rugby Board den sportlichen Boykott umgehend auf. Der südafrikanische Verband lud daraufhin die All Blacks zu einer Tour mitsamt Test Match ein. Der African National Congress (ANC) erteilte seine Zustimmung zum Test Match unter drei Bedingungen: Die Flagge Südafrikas sollte nicht gehisst, die Nationalhymne Die Stem van Suid-Afrika nicht gespielt und eine Schweigeminute in Erinnerung an die Opfer der Gewalt in den Townships abgehalten werden (insbesondere für die Opfer des Massakers von Boipatong). Der Verband stimmte den Forderungen zu.
Vor dem abschließenden Test Match in Johannesburg (später auch als „Return Test“ bezeichnet) verteilte die Konservative Partei Flugblätter, in denen sie das Singen der Nationalhymne als Protest gegen den schwarzen Nationalismus befürwortete. Es fiel auf, dass ein großer Teil der überwiegend weißen Buren unter den Zuschauern südafrikanische Flaggen schwenkte, die ebenfalls von der Konservativen Partei verteilt worden waren. Die Schweigeminute wurde auch dadurch unterbrochen, dass die Menge „Fuck die ANC“ (afrikaans: Scheiß auf den ANC) rief und Die Stem van Suid-Afrika sang. Nach der Aufführung der neuseeländischen Hymne God Defend New Zealand brach Verbandspräsident Louis Luyt die Vereinbarung mit dem ANC und spielte über die Lautsprecheranlage eine Instrumentalversion von Die Stem van Suid-Afrika, in die die Menge und mehrere südafrikanische Spieler einstimmten. Das Spiel im ausverkauften Ellis Park Stadium endete mit einem 27:24-Sieg für Neuseeland.
Obwohl das Test Match als Feier der Einigkeit gedacht gewesen war, löste es eine politische Auseinandersetzung aus. Die Tatsache, dass vor dem Spiel Die Stem van Suid-Afrika gespielt worden war, und die Reaktion der überwiegend weißen Zuschauer wurden als ein Akt des Trotzes empfunden. Der ANC drohte damit, dem nächsten Test Match der Springboks gegen Australien die Unterstützung zu entziehen, was zu einer Absage des Spiels aufgrund von Sicherheitsbedenken hätte führen können. Der australische Verband wiederum erklärte, die Wallabies würden nicht ohne Unterstützung des ANC spielen. Der zukünftige Sportminister Steve Tshwete bat den ANC jedoch, den Fans eine weitere Chance zu geben. Daraufhin sprach der ANC eine Warnung aus: Sollten sich Vorfälle dieser Art wiederholen, würde sich die Partei gegen zukünftige Touren und die Ausrichtung der Weltmeisterschaft 1995 zur Wehr setzen. Der Return Test von 1992 gilt als erster Schritt von der Apartheid zur „Regenbogennation“, da der Rugbysport allmählich an Unterstützung in allen Bevölkerungsteilen zu gewinnen begann.

## Spielplan
- Hintergrundfarbe grün = Sieg
- Hintergrundfarbe rot = Niederlage

(Test Matches sind grau unterlegt; Ergebnisse aus der Sicht Neuseelands)

### Spiele in Australien
| #  | Datum         | Gegner                       | Ort       | Stadion                 | Ergebnis |
| -- | ------------- | ---------------------------- | --------- | ----------------------- | -------- |
| 01 | 21. Juni 1992 | Western Australia            | Perth     | WACA Ground             | 80:0     |
| 02 | 24. Juni 1992 | South Australia              | Adelaide  | Hindmarsh Stadium       | 48:18    |
| 03 | 28. Juni 1992 | New South Wales Waratahs     | Sydney    | Concord Oval            | 41:9     |
| 04 | 01. Juli 1992 | Australian Capital Territory | Canberra  | Manuka Oval             | 80:0     |
| 05 | 04. Juli 1992 | Australien                   | Sydney    | Sydney Football Stadium | 15:16    |
| 06 | 08. Juli 1992 | Victorian Rugby Union        | Melbourne | Olympic Park Stadium    | 53:3     |
| 07 | 12. Juli 1992 | Queensland Reds              | Brisbane  | Ballymore Stadium       | 26:19    |
| 08 | 15. Juli 1992 | Queensland B                 | Cairns    | Barlow Park             | 32:13    |
| 09 | 19. Juli 1992 | Australien                   | Brisbane  | Ballymore Stadium       | 17:19    |
| 10 | 22. Juli 1992 | Sydney Rugby Union           | Sydney    | Penrith Stadium         | 17:40    |
| 11 | 25. Juli 1992 | Australien                   | Sydney    | Sydney Football Stadium | 26:23    |

### Spiele in Südafrika
| #  | Datum           | Gegner            | Ort          | Stadion                 | Ergebnis |
| -- | --------------- | ----------------- | ------------ | ----------------------- | -------- |
| 10 | 01. August 1992 | Natal             | Durban       | Kings Park Stadium      | 43:25    |
| 11 | 05. August 1992 | Orange Free State | Bloemfontein | Free State Stadium      | 33:14    |
| 12 | 08. August 1992 | Junior Springboks | Pretoria     | Loftus Versfeld Stadium | 25:10    |
| 13 | 10. August 1992 | Central Unions    | Witbank      | Witbank Stadium         | 39:6     |
| 14 | 15. August 1992 | Südafrika         | Johannesburg | Ellis Park Stadium      | 27:24    |

## Test Matches
| 4. Juli 1992 | Australien                                      | 16 : 15        | Neuseeland                                                 | Sydney Football Stadium, Sydney Zuschauer: 39.870 Schiedsrichter: James Fleming (Schottland) |
| 4. Juli 1992 | Versuche: Campese Horan Straftritte: Lynagh (2) | (8:12) Bericht | Versuche: Bunce Tuigamala Erhöhungen: Fox Straftritte: Fox | Sydney Football Stadium, Sydney Zuschauer: 39.870 Schiedsrichter: James Fleming (Schottland) |

Aufstellungen:
- Australien: David Campese, Paul Carozza, Troy Coker, Tony Daly, John Eales, Nick Farr-Jones , Tim Horan, Phil Kearns, Tim Kelaher, Jason Little, Michael Lynagh, Roderick McCall, Ewen McKenzie, Samuel Scott-Young, David Wilson 
 Auswechselspieler: Garrick Morgan
- Neuseeland: Mike Brewer, Olo Brown, Robin Brooke, Frank Bunce, Sean Fitzpatrick, Grant Fox, Ian Jones, Michael Jones, John Kirwan, Walter Little, Richard Loe, Arran Pene, Anthony Strachan, John Timu, Va’aiga Tuigamala 
 Auswechselspieler: Jamie Joseph

| 19. Juli 1992 | Australien                                    | 19 : 17        | Neuseeland                                                 | Ballymore Stadium, Brisbane Zuschauer: 27.500 Schiedsrichter: Patrick Robin (Frankreich) |
| 19. Juli 1992 | Versuche: Carozza (2) Straftritte: Lynagh (3) | (11:7) Bericht | Versuche: Kirwan Timu Erhöhungen: Fox (2) Straftritte: Fox | Ballymore Stadium, Brisbane Zuschauer: 27.500 Schiedsrichter: Patrick Robin (Frankreich) |

Aufstellungen:
- Australien: David Campese, Paul Carozza, Troy Coker, Tony Daly, John Eales, Nick Farr-Jones , Tim Horan, Phil Kearns, Jason Little, Michael Lynagh, Roderick McCall, Ewen McKenzie, Marty Roebuck, Samuel Scott-Young, David Wilson
- Neuseeland: Robin Brooke, Zinzan Brooke, Olo Brown, Frank Bunce, Andy Earl, Sean Fitzpatrick , Grant Fox, Ian Jones, John Kirwan, Walter Little, Richard Loe, Kevin Schuler, Anthony Strachan, John Timu, Va’aiga Tuigamala 
 Auswechselspieler: Arran Pene

| 25. Juli 1992 | Australien                                                                  | 23 : 26         | Neuseeland                                                                      | Sydney Football Stadium, Sydney Zuschauer: 40.438 Schiedsrichter: Patrick Robin (Frankreich) |
| 25. Juli 1992 | Versuche: Farr-Jones Herbert Erhöhungen: Lynagh (2) Straftritte: Lynagh (3) | (13:13) Bericht | Versuche: Joseph Little Erhöhungen: Fox (2) Straftritte: Fox (3) Dropgoals: Fox | Sydney Football Stadium, Sydney Zuschauer: 40.438 Schiedsrichter: Patrick Robin (Frankreich) |

Aufstellungen:
- Australien: David Campese, Paul Carozza, Troy Coker, Tony Daly, John Eales, Nick Farr-Jones , Tim Horan, Phil Kearns, Jason Little, Michael Lynagh, Roderick McCall, Ewen McKenzie, Marty Roebuck, Samuel Scott-Young, David Wilson 
 Auswechselspieler: Anthony Herbert, Garrick Morgan
- Neuseeland: Robin Brooke, Zinzan Brooke, Olo Brown, Frank Bunce, Sean Fitzpatrick , Grant Fox, Ian Jones, Michael Jones, Jamie Joseph, John Kirwan, Walter Little, Richard Loe, Anthony Strachan, John Timu, Va’aiga Tuigamala 
 Auswechselspieler: Andy Earl

| 15. August 1992 | Südafrika                                                            | 24 : 27        | Neuseeland                                                               | Ellis Park Stadium, Johannesburg Zuschauer: 72.000 Schiedsrichter: Alexander MacNeill (Australien) |
| 15. August 1992 | Versuche: Gerber (2) Muller Erhöhungen: Botha (3) Straftritte: Botha | (0:10) Bericht | Versuche: Z. Brooke Kirwan Timu Erhöhungen: Fox (3) Straftritte: Fox (2) | Ellis Park Stadium, Johannesburg Zuschauer: 72.000 Schiedsrichter: Alexander MacNeill (Australien) |

Aufstellungen:
- Südafrika: Wahl Bartmann, Naas Botha , Jannie Breedt, Robert du Preez, Adrian Geldenhuys, Danie Gerber, Pieter Hendriks, Ian Macdonald, Adolf Malan, Lood Muller, Pieter Muller, Hein Rodgers, Uli Schmidt, James Small, Theo van Rensburg 
 Auswechselspieler: Heinrich Fuls, Johann Styger
- Neuseeland: Robin Brooke, Zinzan Brooke, Olo Brown, Frank Bunce, Sean Fitzpatrick , Grant Fox, Ian Jones, Michael Jones, Jamie Joseph, John Kirwan, Walter Little, Richard Loe, Anthony Strachan, John Timu, Va’aiga Tuigamala 
 Auswechselspieler: Matthew Cooper, Jon Preston